# Anstalten Saltvik
Anstalten Saltvik är en sluten anstalt för män, som är belägen i norra utkanten av Härnösand.
I december 2003 började man planera för att ersätta det omoderna cellfängelset i Härnösand med en ny anläggning. Saltvik har sedan dess gått från att vara en lokalanstalt till att vara en av landets tre säkerhetsanstalter. Nya Saltviksanstalten öppnades hösten 2010.
Anstalten Saltvik har totalt 129 platser för intagna och 13 isoleringsceller i säkerhetsklass 1. De 129 normalplatserna är fördelade på 12 avdelningar och 44 av celler är dubbelbelagda. Avdelningarna varierar i storlek från åtta platser på de minsta till 20 på de största. På anstaltsområdet finns också en säkerhetsenhet (Fenix) med totalt 24 platser och fyra isoleringsceller. 

## Ungdomsavdelningen
2015 startades en ungdomsavdelning på en av de mindre avdelningarna. På en avdelning för nio intagna byggde man om två celler (en enkelcell och en dubbelcell) till personalutrymme så att maxantalet på ungdomarna endast skulle vara 6st. Visionen med en ungdomsavdelning på en anstalt i säkerhetsklass 1 var att hantera de mest svårhanterliga intagna under 24 år. Man valde också att bygga en stor ny promenadgård som endast var avsedd för de sex nya ungdomarna. Denna promenadgård fick en budget på 1,5 miljoner men summan slutade på nästan 8 miljoner. Försöket med ungdomsavdelningen blev dock inte lyckad då Saltvik inte var byggt för att kunna skilja de nya ungdomarna från resten av de intagna, vilken var meningen. På grund av detta valde man 2020 att avsluta ungdomsavdelningen och återställde den igen till en normalavdelning för nio intagna.

## Dubbelbeläggningen
2019 öppnades två avdelningar för dubbelbeläggning med 20 platser per avdelning; dessa avdelningar var byggda för 10 intagna per avdelning så utrymmet och ventilationen var inte optimalt för de nu dubbla antalet intagna. Saltvik var första anstalten i säkerhetsklass 1 med permanenta dubbelbelagda avdelningar och ansågs som ett pilotprojekt inom kriminalvården. Missnöjet med dubbelbeläggningarna var stort från de intagnas sida vilket kantade dessa två avdelningar med en stor mängd hot och våld mellan de intagna och mot personal. Detta renderade i att säkerheten och disciplinen ökade kraftigt samt att privilegierna och möjligheterna för de intagna minskade, vilket fick de intagna att se det som ett straff att bli skickad dit. Avdelningarna fick snabbt öknamnet "slutstationen på Alaska". "Slutstationen" kom från att det var näst intill omöjligt för de intagna att få en förflyttningsansökan därifrån beviljad och "Alaska" från att det var den nordligaste belägna anstalt i säkerhetsklass 1.

## Muthärvan
Under bygget av anstalten uppdagades en stor mutskandal. Beloppen för mutorna uppgick till ca 40 miljoner; miljonerna gick bland annat till lyxresor och exklusiva fritidshus. Den tidigare fastighetschefen vid Kriminalvården dömdes till fängelse i tre år och sex månader.